# Лысенко, Евгений Самуилович
Евге́ний Самуилович Лысе́нко (1934, Ленинград — 8 июня 2006, Санкт-Петербург) — советский шашечный тренер, шашист, шашечный теоретик (все — в русские шашки), экономист, кандидат экономических наук (1971). Заслуженный тренер России. Занял в составе команды Ленинградской области на Кубке РСФСР: как игрок — II место (1976), как тренер — I место (1975).

## Биография
Коренной ленинградец.
Занимался футболом, входил в сборную команду школьников Ленинграда. Шашками начал заниматься в восьмом классе, посещая шашечный кружок в городском Дворце пионеров у Льва Моисеевича Рамма. Интеллектуальная игра захватила юношу, и футбол был заброшен. Окончив школу, поступил в Ленинградский институт советской торговли имени Ф. Энгельса, который окончил в 1958 году. Работал в объединении «Ленгастроном», во всесоюзном научно-исследовательском институте пищевой промышленности, в Ленинградском государственном университете, а позже в Ленинградском институте текстильной и легкой промышленности имени С. М. Кирова. Окончил аспирантуру, в 1971 году защитил диссертацию, стал кандидатом экономических наук. Работал старшим научным сотрудником.
Скончался на 71 году жизни в Санкт-Петербурге после тяжелой и продолжительной болезни. Похоронен на Серафимовском кладбище

## Личная жизнь
Первая жена — Спасская, Ираида Васильевна (1944—2025), известная советская спортсменка (шашки), гроссмейстер, четырёхкратная чемпионка СССР по русским шашкам, вице-чемпионка мира по стоклеточным шашкам (1974 год).

## Лучшие спортивные результаты
как игрок
1960 г., Москва — 1-3-е места в финале чемпионата ЦС ДСО «Труд».
1962 г., Москва — 5-е место в составе команды Ленинграда в IV командном чемпионате СССР.
1969 г., Волгоград — 2-е место в составе команды Ленинграда во II турнире городов-героев («100»: В. Епифанов, Г. Розин; «64»: Е. Лысенко, А. Напреенков, И. Спасская, представитель Л. Гусарова)
1975 г., г. Калинин — полуфинал командного розыгрыша Кубка РСФСР — II место команды Ленинградской области и выход в финал (А. Напреенков, Е. Лысенко, В. Мошкин, Б. Кузнецов, И. Спасская).
1976 г., г. Ростов-на-Дону — финал командного розыгрыша Кубка РСФСР — II место в составе команды Ленинградской области (А. Напреенков, Э. Цукерник, Е. Лысенко, Б. Кузнецов, И. Спасская, представитель В. Захаров)
Двукратный чемпион Ленинградской области.
как тренер
1969 г., г. Магнитогорск. XI (последний) командный чемпионат СССР — I место у команды Ленинграда (А. Могилянский, С. Гершт, В. Епифанов, А. Напреенков, В. Петров, В. Голосуев, Н. Кононов, В. Литвинович, И. Спасская, И. Тихеева, тренер Е. Лысенко, команду готовили также Л. Рамм и Б. Герцензон)
1975 г., Калуга — финал командного розыгрыша Кубка РСФСР — I место команды Ленинградской области [«64»: Э. Цукерник, Н. Кононов, И. Спасская, Ю. Морозов (юноша); «100»: Б. Кузнецов, А. Напреенков, тренер Е. Лысенко].
Также Е. С. Лысенко занимался подготовкой мастера, а позже гроссмейстера Ираиды Спасской ко всем соревнованиям, в середине 1960-х годов помогал в теоретической подготовке Виктору Литвиновичу.